# Folkerepublikken Donetsk
|  | Denne artikel kan blive påvirket af en aktuel begivenhed Informationerne i artiklen kan blive ændret hurtigt, som begivenheden skrider frem. Indledende nyhedsrapporter kan være upålidelige. De seneste ændringer på denne artikel reflekterer muligvis ikke den mest aktuelle information. |

Folkerepublikken Donetsk (russisk: Донецкая народная республика, tr. Donetskaja narodnaja respublika, ukrainsk: Донецька народна республіка, tr. Donetska narodna respublika; forkortet: ДНР, DNR) er en selverklæret statsdannelse i det østlige Ukraine, der grænser op til Rusland, udråbt den 7. april 2014 af flere hundrede aktivister, der havde overtaget kontrollen med den regionale administrationsbygning i byen Donetsk, hovedsæde for Donetsk oblast, og over rådhuset i samme by. Udover at have besat bygninger i Donetsk havde pro-russiske separatister også sikret sig kontrol over positioner i en række andre byer i oblastet, herunder Mariupol, Horlivka, Slovjansk, Kramatorsk, Jenakijeve, Makijivka, Druzjkivka og Zjdanivka.

## Anerkendelse
Folkerepublikken Donetsk blev ikke anerkendt af nogen FN-medlemsstat ved sin udråbelse. En lignende størrelse, Folkerepublikken Lugansk, blev noget senere proklameret i Luhansk oblast, nabooblastet i nordøst. Folkerepublikken Lugansk anerkendte Folkerepublikken Donetsk, og de to republikker erklærede den 22. maj 2014 dannelsen af en konføderation mellem republikkerne under navnet Konføderationen Nyrusland (russisk: Федеративное государство Новороссия; Союз Народных Республик; ukrainsk: Федеративна держава Новоросія; Союз народних республік) og underskrev formel traktat herom den 24. maj 2014. De to republikker var ikke indtil 2022 anerkendt af noget FN-medlemsland. Republikkerne blev anerkendt af en anden udbryderstat, Syd-Ossetien, der er anerkendt af enkelte FN-medlemsstater og enkelte ikke-FN-medlemsstater.
Rusland afholdt sig fra at anerkende Folkerepublikken Donetsk, men tilbød i stedet at mægle mellem Ukraine og republikken, uden at dette førte til noget resultat. I forbindelse med Ruslands invasion af Ukraine 2022 meddelte Rusland den 21. februar 2022, at Rusland anerkender Folkerepublikken Donetsk og at russisk militær skal opretholde "lov og orden" i republikken. Den 22. februar 2022 underskrev parlamentet i Folkerepublikken Donetsk en traktat med Rusland om gensidigt forsvarssamarbejde, der bl.a. forpligter Rusland til at forsvare angreb på Folkerepublikken Donetsks territorium.

## Folkeafstemning den 11. maj 2014
Den selvudråbte ledelse i Folkerepublikken Donetsk meddelte den 7. maj 2014, at de ville afholde en folkeafstemning om løsrivelse fra Ukraine allerede den 11. maj 2014, på trods af internationale protester, og en opfordring fra Ruslands præsident Putin om at udskyde afstemningen. Ifølge republikkens ledere blev resultatet af afstemningen et overvældende flertal for løsrivelse med 89% af stemmerne for løsrivelse ud af en valgdeltagelse på 75%. Afstemningen er ikke anerkendt af Ukraine, EU eller USA. Rusland har meddelt, at man vil acceptere "folkets vilje" og har opfordret til en "civiliseret" implementering af afstemningens resultat, men har generelt været afventende over for Folkerepublikken Donetsks ønsker om nærmere tilknytning til Rusland.[kilde mangler]

## Ledere
Den selvudråbte republik ledes af pro-russiske personer[kilde mangler] med tilknytning til organisationen "Donetsk republik", der blev forbudt af Ukraine i 2007. Organisationens leder, Andrej Purgin, har været arresteret af Ukraines myndigheder grundet anklager om separatisme.
Den tidligere politiske leder var den selverklærede folkeguvernør Pavel Gubarev, et tidligere medlem af at det nynazistiske parti Russisk national enhed og tidligere det kommunistiske Ukraines Progressive Socialistparti. Gubarev har også været anholdt for anklager om separatisme, men blev løsladt i forbindelse med et bytte ved en gidseltagning.
Premierminister og regeringsformand var Aleksandr Zakhartjenko (til august 2018) indtil han blev dræbt da en bilbombe eksploderede. Igor Kakidzjanov er udnævnt til øverstkommanderende i Folkehæren[kilde mangler].

## Sammenbrud af Novorossiya i maj 2015
Den 20. maj 2015 oplyste ledelsen af Novorossiya, at føderationsprojektet var lagt på is da føderationen ikke var i overensstemmelse med Minsk II-aftalerne..
I juni 2015 indsendte lederne af Folkerepublikken Donetsk og Folkerepublikken Lugansk forslag til ændringer til Ukraines forfatning, hvor de opfordrede til oprettelse af en stor autonom Donbass-region omfattende Donetsk, Luhansk og den Autonome Republik Krim inden for rammerne af Ukraine.

## Menneskerettighedskrænkelser
Siden krigens begyndelse er der sket flere tilfælde af tvangsfuld forsvinden i den selvudnævnte Donetsk Folkerepublik. Sachartchenko sagde, at hans enheder arresterede op til fem ukrainske subversiver dagligt. Centre for Release of Captives estimerer, at mere end 632 mennesker blev ulovligt tilbageholdt af separatiststyrker i december 2014. Den 2. juni 2017 blev freelancejournalisten Stanislav Aseyev arresteret. Oprindeligt benægtede myndighederne den såkaldte Folkerepublikken Donetsk Ayeyevs opholdssted, indtil de den 16. juli bekræftede, at han var blevet arresteret for spionage. Amnesty International opfordrede forgæves til Zakhartjenko frigivelse af journalisten.

## Områder under Folkerepublikken Donetsks kontrol
Områderne i Donetsk oblast kontrolleret af separatisterne ligger ikke helt fast, idet der siden løsrivelsen og pr. d.d. (juli 2014) har foregået kampe i området mellem Ukraines regeringshær og de pro-russiske separatister. Separatisterne kontrollerer et område omkring byen Donetsk, hvorimod Ukraine fortsat kontrollerer øvrige områder.